# Демидово (Кимрский район)
Демидово — деревня в Кимрском районе Тверской области. Входит в состав Устиновского сельского поселения.

## География
Находится в юго-восточной части Тверской области на расстоянии приблизительно 19 км на север по прямой от районного центра города Кимры на правом берегу реки Малая Пудица.

## История
Известна была с 1628 года как деревня из 6 дворов, владение братьев Борковых. В 1859 году здесь (деревня Корчевского уезда Тверской губернии) было учтено 20 дворов, в 1887 — 34.

## Население
Численность населения: 152 человека (1859 год), 110 (1887), 21 (русские 100 %) 2002 году, 5 в 2010.